# بنزيل بيبرازين
بنزيل بيبرازين (BZP) هو دواء استجمامي مع خصائص منشطة. التأثيرات التي ينتجها بنزيل بيبرازين قابلة للمقارنة مع تلك التي ينتجها الأمفيتامين. تم الإبلاغ عن آثار ضارة بعد استخدامه بما في ذلك الذهان الحاد والتسمم الكلوي والنوبات.  لم يتم الإبلاغ عن أي وفيات بعد تناول بنزيل بيبرازين بمفرده. بيع البنزيل بيبرازين محظور في العديد من البلدان، بما في ذلك أستراليا وكندا ونيوزيلندا والولايات المتحدة وجمهورية أيرلندا والمملكة المتحدة وبلغاريا ورومانيا وأجزاء أخرى من أوروبا.  

## التأثيرات الجانبيه
تتشابه تأثيرات البنزيل بيبرازين إلى حد كبير مع الأمفيتامينات،   حيث وجدت إحدى الدراسات أن مدمني الأمفيتامين السابقين لم يتمكنوا من التمييز بين ديكستروأمفيتامين و البنزيل بيبرازين عن طريق الوريد.  أظهرت دراسة أجريت عام 2005 أن مخاليط البنزيل بيبرازين مع أدوية البيبرازين الأخرى تشترك في بعض الصفات الدوائية مع MDMA . 

### التأثيرات الذاتية
عند تناول ما بين 50 ملغ و 200 مجم من البنزيل بيبرازين، قد يواجه المستخدم أيًا من أو كل ما يلي:
التأثيرات الأولية:   
- مشاعر النشوة والاندهاش والذهول والرفاهية والطاقة والبهجة
- ارتفاع سريع في المزاج
- زيادة الرغبة في الحركة، وزيادة طفيفة في الصورة النمطية
- وخز في الجلد
- قلة الشهية
- التغيرات في درجة حرارة الجسم
- صرير الأسنان
- زيادة معدل ضربات القلب
- اتساع حدقة العين (انظر الصورة)
- غثيان
- جفاف الفم الخفيف (جفاف الفم)
- سلس البول الطفيف، وغالبًا ما يوصف بأنه «تسرب» كمية صغيرة من البول بعد التبول (ليس بسبب فقدان السيطرة على المثانة)

التأثيرات اللاحقة: 
- صداع خفيف
- غثيان
- أعراض تشبه صداع الكحول (شائعة مع الجرعات العالية)
- إعياء
- عسر الهضم (على غرار عسر الهضم الحمضي / حرقة المعدة)
- زيادة الجوع (والعطش في بعض الأحيان)
- أرق
- الالتباس
- الاكتئاب (خاصة مع الاستخدام المتكرر / الكثيف)